# Live Alive
Live Alive è un doppio album Live di Stevie Ray Vaughan and Double Trouble, pubblicato dalla Epic Records nel novembre del 1986. I brani del doppio album furono registrati dal vivo il 16 luglio 1985 al Montreux Jazz Festival di Montreux, Svizzera, 17 e 18 luglio 1986 al Austin Opera House di Austin (Texas) ed il 19 luglio 1986 al Dallas Starfest di Dallas, Texas (Stati Uniti).

## Tracce
Lato A
1. Say What! – 4:43 (Stevie Ray Vaughan)
2. Ain't Gone 'n' Give Up on Love – 6:26 (Stevie Ray Vaughan)
3. Pride and Joy – 4:59 (Stevie Ray Vaughan)
4. Mary Had a Little Lamb – 4:20 (Buddy Guy)

Durata totale: 20:28
Lato B
1. Superstition – 4:33 (Stevie Wonder)
2. I'm Leaving You (Commit a Crime) – 5:40 (Chester Burnett (Howlin' Wolf))
3. Cold Shot – 5:36 (Mike Kindred, arrangiamento di Stevie Ray Vaughan)
4. Willie the Wimp – 4:51 (Bill Carter, Ruth Ellen Ellsworth)

Durata totale: 20:40
Lato C
1. Look at Little Sister – 4:06 (Hank Ballard)
2. Texas Flood – 6:36 (Joseph Wade Scott, Larry Charles Davis)
3. Voodoo Chile (Slight Return) – 9:42 (Jimi Hendrix)

Durata totale: 20:24
Lato D
1. Love Struck Baby – 3:41 (Stevie Ray Vaughan)
2. Change It – 4:53 (Doyle Bramhall)
3. Life Without You – 9:30 (Stevie Ray Vaughan)

Durata totale: 18:04

## Musicisti
- Stevie Ray Vaughan - chitarre, voce
- Tommy Shannon - basso
- Chris Whipper Layton - batteria
- Reese Wynans - tastiere

Ospite
- Jimmie Vaughan - chitarra e basso a sei corde (brani: Willie the Wimp, Love Struck Baby, Look at Little Sister e Change It)[1]